# Miss Brit Virgin-szigetek
A Miss Brit Virgin-szigetek egy szépségverseny a Brit Virgin-szigeteken.
Az ország csupán két nemzetközi versenyen vesz részt, a Miss World és a Miss Universe versenyeken, de még egyiken sem ért el eredményt.

## Miss Universe-versenyzők
A Brit Virgin-szigetek 1977 óta küld versenyzőt a Miss Universe-re, de nem minden évben.
| Év   | Versenyző                | Helyezés |
| ---- | ------------------------ | -------- |
| 1977 | Andria Dolores Norman    |          |
| 1979 | Eartha Ferdinand         |          |
| 1980 | Barbara Enola Stevens    |          |
| 1981 | Carmen Nibbs             |          |
| 1982 | Luce Dahlia Hodge        |          |
| 1983 | Anna Maria Joseph        |          |
| 1984 | Donna Patricia Frett     |          |
| 1985 | Jennifer Leonora Penn    |          |
| 1986 | Shereen Desmona Flax     |          |
| 1987 | Sandy Michelle Harrigan  |          |
| 1988 | Nelda Felecia Farrington |          |
| 1989 | Viola Marguerite Joseph  |          |
| 1990 | Jestina Hodge            |          |
| 1991 | Anne Lennard             |          |
| 1992 | Alicia Burke             |          |
| 1993 | Rhonda Hodge             |          |
| 1994 | Delia Jon Baptiste       |          |
| 1995 | Elaine Patricia Henry    |          |
| 1996 | Linette Smith            |          |
| 1997 | Melinda Penn             |          |
| 1998 | Kaida Donovan            |          |
| 1999 | Movel Lewis              |          |
| 2000 | Tausha Vanterpool        |          |
| 2001 | Kacy Frett               |          |
| 2002 | Anastasia Tonge          |          |
| 2010 | Josefina Nunez           |          |
| 2011 | Sheroma Hodge            |          |
| 2012 | Abigail Hyndman          |          |
| 2013 | Sharie De Castro         |          |
| 2014 | Rosanna Chichester       |          |

## Miss World-versenyzők
Az ország 1986 óta küld versenyzőt a Miss World-re, de nem minden évben.
| Év   | Versenyző                | Helyezés |
| ---- | ------------------------ | -------- |
| 1986 | Anthonia Brenda Lewis    |          |
| 1988 | Nelda Felecia Farrington |          |
| 1990 | Suzanne Spencer          |          |
| 1991 | Marjorie Penn            |          |
| 1992 | Bisa Smith               |          |
| 1993 | Kaida Donovan            |          |
| 1994 | Khara Michelle Forbes    |          |
| 1995 | Chandi Trott             |          |
| 1996 | Ayana Glasgow            |          |
| 1997 | Zoe Jennifer Walcott     |          |
| 1998 | Virginia Olen Rubaine    |          |
| 2000 | Nadia Harrigan Ubinas    |          |
| 2001 | Melinda McGlore          |          |
| 2013 | Kirtis Malone            |          |

## Versenyek
- 2010

A döntőt a Multi Purpose Sports Complexben rendezték meg, a műsorvezetők Karia Christopher és Trefor Grant voltak. A győztes, Sheroma Hodge nyerte az összes különdíjat is: Best Swimwear, Best Theme Wear, Best BVI Promo, Best Evening Wear, Miss Intellect és Miss Poise, kivéve a Miss Congeniality díjat.
A második helyezett Jasmine Perez, a harmadik Shaunise Fahie volt. A Miss Congenality cím Cindy Maduroé lett. A döntőn rajtuk kívül még egy versenyző, Shevon Gumbs vett részt.
- 2011

A döntőt a Multi Purpose Sports Complexben tartották július 31-én. A döntőn 5 versenyző vett részt: Riiva Williams, Ciara Christian, Abigail Hyndman, Shanett Browne és Washeema Guishard.
A győzelmet Abigail Hyndeman szerezte meg. Nyereményei között volt 10000 dollár, egy kormányzati ösztöndíj és a Miss Universe 2012 versenyen való indulás joga.
A második helyen Ciara Christian, a harmadikon Shanett Browne végzett. A Miss Intellect és a Best Cultural Costume díjakat Browne nyerte, Washeema Gushiard lett Miss Congeniality, Miss Photogenic, Best BVI Promo és Talent; Best Swimwear; Best Evening Wear és Miss Popularity.